# El cuento del águila

La bandera de Albania.

El cuento del águila es un cuento popular albanés que explica cómo Albania y los albaneses recibieron su nombre indígena.
Mientras un joven cazaba en las montañas, un águila grande y con una serpiente en su pico aterrizó sobre la cima de un risco. Al cabo de un tiempo, el ave volvió a tomar vuelo, dejando el peñasco donde vivía. El muchacho entonces subió hacia la cima del lugar donde vio al animal y encontró un aguilucho que jugaba con una serpiente muerta. Pronto, se dio cuenta de que el reptil venenoso no sucumbía y que estaba listo para perforar con sus dientes al depredador. En ese momento, el joven sacó rápidamente su arco y flecha y aniquiló a la culebra. De regreso a casa, después de tomar al aguilucho, oyó y avistó que el águila padre se aproximaba hacia él de forma violenta.

«¿Por qué secuestras a mi niño?» gritó el águila.
«El niño es mío porque lo salvé de la serpiente que tú no mataste» contestó el muchacho.
«Devuélveme a mi niño, y te daré como recompensa la agudeza de mis ojos y la poderosa fuerza de mis alas. Te harás invencible y serás llamado por mi nombre» dijo el águila.

Convencido por la propuesta, el joven entregó al aguilucho. Después, el animal crecería y volaría sobre la cabeza del muchacho, quien -ya convertido en un hombre- con su arco y flecha había cazado a muchas bestias salvajes del bosque y defendido su tierra de enemigos invasores. Durante todas estas hazañas, el águila siempre le brindó protección y guía.
Asombrada por su valiente cacería, la gente de su tierra lo eligió como Rey y lo llamó "Shqipëtar" que en albanés significa "hijo del águila" y a su tierra la denominaron como "Shqipëria" cuyo significado es "Tierra de las águilas".

## La bandera de Albania y su origen
El águila bicéfala remonta a Gjergj Kastriot, considerado como el héroe nacional de Albania, un albanés convertido en General turco en el siglo XV bajo el nombre de Skanderbeg, quien más tarde se volvería hacia la fe cristiana y lucharía contra los turcos durante los años 1440. En sus combates usaba el sello del águila bizantina de dos cabezas, de ahí la imagen del animal en la actual bandera albanesa.

## Otras banderas con el águila

Bandera estatal de Albania

- Datos: Q4119414